# Wicked World
Wicked World è il terzo singolo della cantante olandese Laura Jansen, estratto il 12 marzo 2010 dal suo album di debutto Bells e pubblicato dall'etichetta discografica Universal Music.

## Tracce
Download digitale
1. Wicked World - 2:31

## Classifiche
| Classifica (2010) | Posizione massima |
| ----------------- | ----------------- |
| Paesi Bassi       | 31                |